# Chiddushei Harim
Yitzchak Meir Rotenberg-Alter connu comme le Hiddushei Harim ou encore comme le Hiddushei HaRim (1799, Magnuszew, Pologne-10 mars 1866, Pologne) est le premier Rebbe de la Dynastie hassidique de Gour.

## Éléments biographiques
Yitzchak Meir Rotenberg-Alter est né à Magnuszew, en Pologne, en 1799. Il descend de Rachi et le Tosafiste, le rabbin Meïr de Rothenburg.
En 1811, il épouse Feigele Lipszyc, la fille de Moshe 'Halfon' Lipszyc. Le couple s'installe à Varsovie. Ils ont quatorze enfants, dont la plupart meurent dans la jeune enfance.
Yitzchak Meir est proche des Rebbes de  Kozienice (Kozhnitz). Puis il devient un fidèle du Rebbe Simcha Bunim de Peshischa. Après le décès de ce dernier, il devient un disciple du Rabbin Menahem Mendel de Kotzk.

## Œuvres
- Chiddushei Harim sur le Choshen Mishpat, Partie 1 et Partie 3
- Chiddushei Harim sur la Torah
- Chiddushei Harim sur Bava Batra
- Chiddushei Harim sur Bava Metzia
- Chiddushei Harim sur Bava Kama
- Chiddushei Harim sur Shavouot
- Chiddushei Harim sur Gittin
- Chiddushei Harim sur Pirkei Avot